# Институт национальной памяти (Польша)

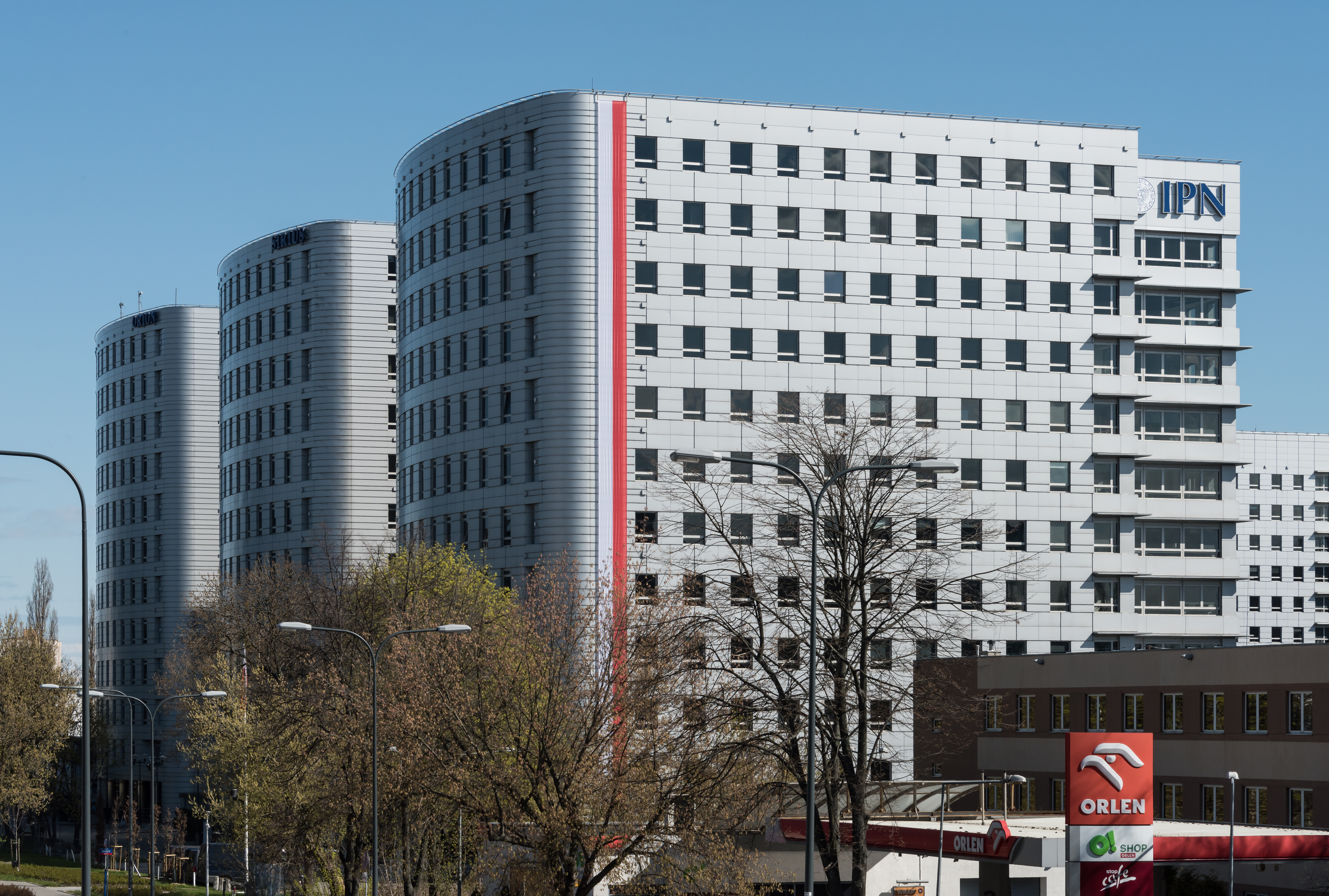
Здание Института в Варшаве.

Институт национальной памяти — Комиссия по расследованию преступлений против польского народа (ИНП) (пол. Instytut Pamięci Narodowej – Komisja Ścigania Zbrodni przeciwko Narodowi Polskiemu (IPN)) — государственное историко-архивное учреждение Польши, занимающееся изучением деятельности органов госбезопасности Польши в период 1944—1990 гг., а также органов безопасности Третьего Рейха и СССР с целью расследования преступлений по отношению к польским гражданам в этот период, а также осуществления люстрационных процедур.
ИНП создан в соответствии с Законом об Институте национальной памяти — Комиссии по расследованию преступлений против польского народа от 18 декабря 1998 г. (пол. Ustawa z dnia 18 grudnia 1998 r. o Instytucie Pamięci Narodowej — Komisji Ścigania Zbrodni przeciwko Narodowi Polskiemu).
В руках политиков правого толка институт стал важным элементом, орудием для осуществления исторической политики. Одна из базовых идей исторической политики ИНП — «теория двух оккупаций», нацистской и советской, то есть  замена одной оккупации другой. 
Институт национальной памяти известен как  инициатор так называемого закона о декоммунизации. В соответствии с этим документом прошла волна переименований улиц, переулков и площади  а также были снесены многие памятники, обелиски, бюсты, мемориальные доски, надписи и знаки. По подсчетам Института национальной памяти, он коснется более чем 450 памятников по всей стране, 230 из которых — памятники солдатам Красной Армии.

## Функции
Функции ИНП, согласно Закону, включают:
- учёт, накопление, хранение, обработку, публикацию, обеспечение сохранности и доступа к документам государственных органов безопасности Польши за период с 22 июля 1944 г. по 31 июля 1990 г., а также органов безопасности Третьего Рейха и СССР, касающихся:
  - a) совершённых по отношению к лицам польской национальности или польским гражданам других национальностей в период с 1 сентября 1939 г. по 31 июля 1990 г.:
    - нацистских преступлений,
    - коммунистических преступлений,
    - других преступлений, представляющих собой преступления против мира, человечности или военные преступления,

  - б) иных репрессий по политическим мотивам, осуществлявшихся должностными лицами польских органов следствия, юстиции или лицами, действовавшими по их указанию
- расследование указанных преступлений;
- защиту персональных данных лиц, которых касаются документы, собранные в архиве ИНП;
- образовательную деятельность.

В соответствии с законом Польской Республики от 15 марта 2007 г., на Институт национальной памяти возложено осуществление люстрационных процедур в отношении граждан Польши, попадающих под действие закона о люстрации.

## Структура
В состав ИНП входят:
- Рада (Rada)
- Президент (пол. prezes)
- Главная комиссия по расследованию преступлений против польского народа (Główna Komisja Ścigania Zbrodni przeciwko Narodowi Polskiemu)
- Бюро выдачи и архивации документов (Biuro Udostępniania i Archiwizacji Dokumentów)
- Бюро общественного образования (Biuro Edukacji Publicznej)
- Люстрационное бюро (Biuro Lustracyjne)
- 11 отделов ИНП (oddziały), размещённых в городах, являющихся резиденциями апелляционных судов
- 7 представительств отделов (delegatury oddziałów)

### Президент
Руководит работой ИНП президент, избираемый Сеймом на пятилетний срок.
Председатели ИНП:
- Леон Керес (Leon Kieres)
  - 30 июня 2000 — 30 июня 2005 года
  - 1 июля — 29 декабря 2005 (исполняющий обязанности)
- Януш Куртыка (Janusz Kurtyka)
  - 29 декабря 2005 — 10 апреля 2010 года
- Францишек Гричук
  - 11 апреля 2010 — 28 июня 2011 года[4]
- Лукаш Камински
  - 10 июня 2011 - 22 июля 2016 года[5]
- Ярослав Шарек 
  - 22 июля 2016 - 23 июля 2021 года
- Кароль Навроцкий
  - избран сеймом 23 июля 2021 года[6]

### Главная комиссия по расследованию преступлений против польского народа
Главная комиссия по расследованию преступлений против польского народа (пол. Główna Komisja Ścigania Zbrodni przeciwko Narodowi Polskiemu) входит в состав ИНП в качестве основного следственного органа.
Возглавляет Главную комиссию директор — по должности, заместитель генерального прокурора Польши. С 15 февраля 2007 этот пост занимает Дарьюш Габрел (Dariusz Gabrel).
Комиссия продолжает деятельность созданной в 1945 году Главной комиссии по исследованию немецких преступлений в Польше (пол. Główna Komisja Badania Zbrodni Niemieckich w Polsce), которая с момента создания активно взаимодействовала с Комиссией ООН по расследованию военных преступлений (UNWCC) с штаб-квартирой в Лондоне.
С 1949 по 1984 годы она именовалась Главной комиссией по исследованию гитлеровских преступлений в Польше (пол. Główna Komisja Badania Zbrodni Hitlerowskich w Polsce).
В 1984 году она в очередной раз сменила название и стала называться Главной комиссией по исследованию гитлеровских преступлений в Польше — Институтом национальной памяти (пол. Główna Komisja Badania Zbrodni Hitlerowskich w Polsce – Instytut Pamięci Narodowej).
С 1991 г. область исследований Комиссии была расширена, а её название было вновь изменено — Главная комиссия по исследованию преступлений против польского народа — Институт национальной памяти (пол. Główna Komisja Badania Zbrodni przeciwko Narodowi Polskiemu – Instytut Pamięci Narodowej).
В 1998 эта организация была ликвидирована, а её архивы были переданы вновь созданному учреждению — Институту национальной памяти — Комиссии по расследованию преступлений против польского народа (пол. Instytut Pamięci Narodowej – Komisja Ścigania Zbrodni przeciwko Narodowi Polskiemu).
Следственные действия в отношении нацистских преступлений (в частности, касающиеся лиц, проживающих на территории Германии), проводятся ИПН во взаимодействии с Центром исследования национал-социалистических преступлений (нем. Zentrale Stelle der Landesjustizverwaltungen zur Aufklärung Nationalsozialistischer Verbrechen) в Людвигсбурге, созданном в 1958 году.

### Деятельность
В конце сентября 2007 г. на сайте ИНП была начата публикация списков граждан, сотрудничавших с органами госбезопасности ПНР. Публикация осуществляется в соответствии с принятым 14 марта 2007 «Законом о люстрации». По словам директора ИНП Януша Куртыки, весь процесс публикации должен был занять не менее шести лет. Помимо имени каждого человека файлы содержат агентурную кличку, а также подробности его отношений со спецслужбами. В первый опубликованный список попали президент и премьер-министр Польши на тот момент Лех и Ярослав Качинские (как диссиденты, за которыми велась слежка), спикеры обеих палат парламента, а также члены Конституционного и Верховного судов.[обновить данные]
Несмотря на то, что духовные лица в Польше не подлежат люстрации, Архиепископа Станислава Вельгуса, митрополита Варшавского, по материалам ИНП обвинили в сотрудничестве со Службой безопасности. Даже папа римский Бенедикт XVI и примас Польши, епископ Гнезно Юзеф Глемп не смогли защитить архиепископа.. Также ИНП высказывалась за ликвидацию   памятников советским воинам погибшим на территории Польши.

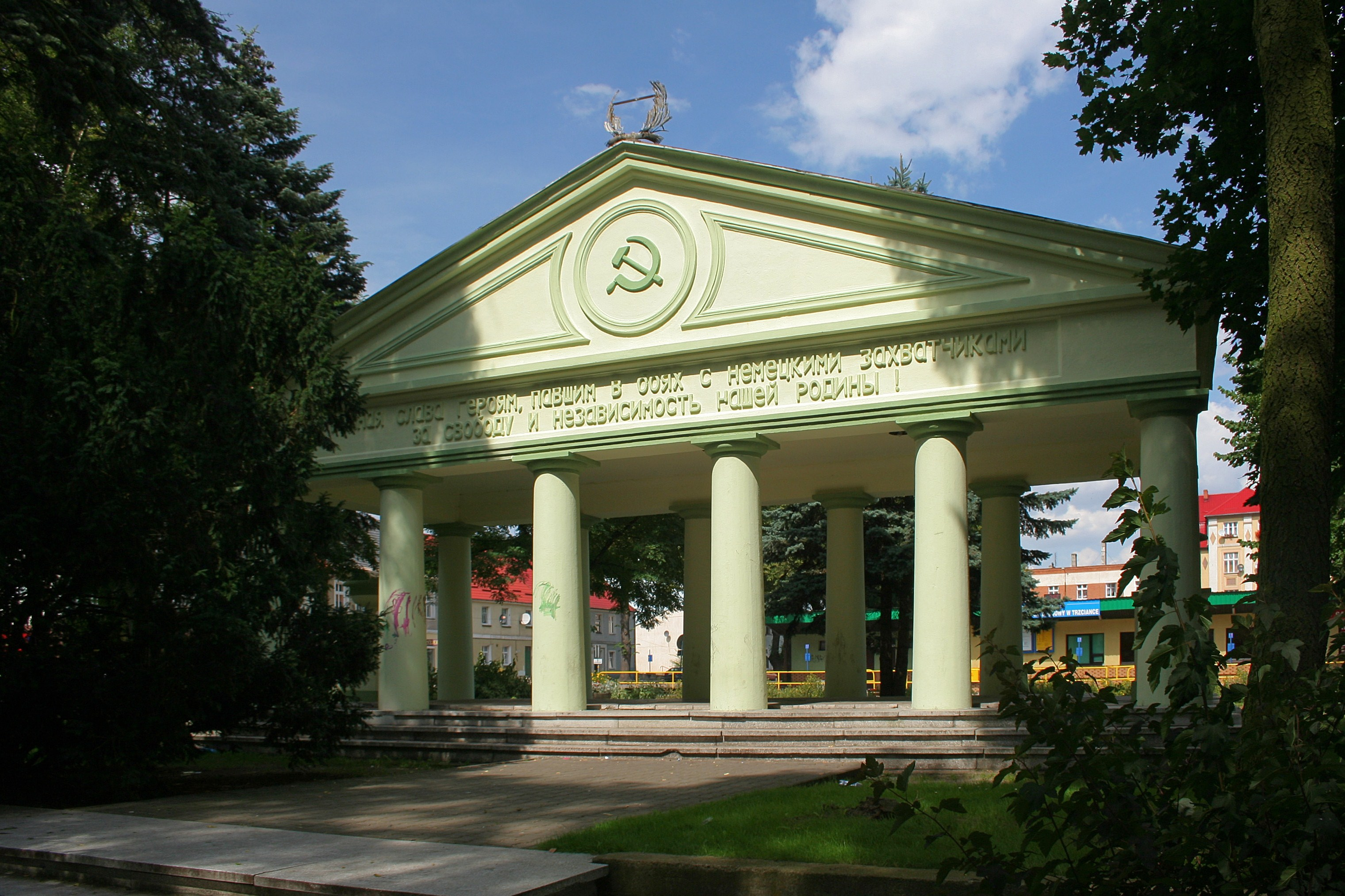
Мавзолей на месте захоронения советских солдат в городе Тшцянка. Снесён в 2017 году

Одна из базовых идей ИНП  - «теория двух оккупаций», нацистской и советской.

### Отдельные инициативы
- По мнению директора Института национальной памяти Лукаша Каминьского и прокурора Института национальной памяти Збигнева Куликовского Августовскую облаву можно считать преступлением против человечности — геноцидом[10]
- 21 сентября 2015 г. институт выразил благодарность властям города Пененжно, где демонтировали памятник генералу Черняховскому, а также выслал специальную публикацию на тему «советских памятников в Польше» послу Российской Федерации в Польше. Институт призвал также власти других населенных пунктов демонтировать находящиеся там советские памятные знаки. «Мы с самого начала существования Института придерживаемся мнения, что памятники такого рода, посвященные преступникам, следует разбирать. Мы считаем, что власти Пененжно по этому вопросу поступили верно», — отметил вице-глава Института Павел Укельский[11]. Институт национальной памяти призвал сносить все советские памятники советским воинам погибшим на территории Польши[11].
- В октябре 2019 Институт национальной памяти инициировал новое расследование убийства Ежи Попелушко — на предмет установления руководителей, принявших политическое решение и отдавших приказ организаторам и исполнителям.

Польско-белорусский дипломатический скандал вокруг реабилитации «Бурого»
В марте 2019 года разгорелся дипломатический скандал между Минском и Варшавой, поводом для которого стала деятельность Института, направленная на реабилитацию бывшего члена «Армии Крайовой» Ромуальда Райса (кличка «Бурый»), повешенного в 1949 году по приговору польского суда за бандитизм и организацию в 1946 году убийства по национальному и религиозному признаку 79 крестьян-белорусов (геноцид). В 1995 году сотрудники Института национальной памяти начали пересмотр этого дела 11 марта 2019 года были опубликованы окончательные выводы, согласно которым Райс «не действовал с намерением уничтожить белорусскую или православную общину, проживающую на нынешней территории Польши». По мнению сотрудников IPN историка Казимежа Краевского и адвоката Гжегожа Висовского, безоружные крестьяне — православные белорусы погибли из-за того, что Райс «создал ситуацию, в результате которой, независимо от его намерений, люди, которые ни при каких обстоятельствах не должны были пострадать, были убиты». В итоге специалисты IPN провозгласили Райса невиновным, так как по закону «от 23 февраля 1991 года о признании недействительными решений, принятых в отношении лиц, репрессированных за деятельность в пользу независимого существования Польского государства, признание недействительным решения считается равнозначным оправданию».
После этого, 12 марта пресс-секретарь МИД Белоруссии Анатолий Глаз сообщил журналистам, что официальный Минск требует от Варшавы публичных официальных объяснений по факту оправдания Райса. Для дачи объяснений в белорусское министерство был вызван польский посол Артур Михальский. После этого, 21 марта «Институт национальной памяти» Польши опубликовал сообщение по вопросу реабилитации Райса, подчеркнув, что не оспаривает решение прокурора, признавшего отсутствие оснований для реабилитации «Бурого».
«Комиссия по расследованию преступлений против польской нации не ведет никаких новых разбирательств в отношении расследования S 28/02 / Zi, закрытого в 2005 году. Хотя авторы этих публикаций спорят с его выводами, их исследование не имеет юридической силы и не влияет на его результаты. Свобода исследований позволяет историкам ссылаться на результаты исследования и даже подвергать их сомнению», — говорилось в официальном заявлении.
За тем, 25 марта пресс-секретарь МИД Белоруссии прокомментировал сообщение IPN, заявив, что «указанный документ принят нами к сведению». Он также отметил, что «преступников вроде „Бурого“ оправдать невозможно, а героизировать недопустимо».